# Smilisca phaeota
Smilisca phaeota es una especie de anfibio de la familia Hylidae.

## Distribución
S. phaeota se halla en Colombia, Costa Rica, Ecuador, Honduras, Nicaragua y Panamá, hasta 1 600 m s. n. m.

## Comportamiento
Esta rana puede cambiar el color de su piel. Es bronceado durante el día, cuando se esconde en la parte superior de las hojas o en los helechos. Es verde por la noche mientras busca comida.
La rana macho sientense al lado de piscina de agua de lluvia y canta "wrauk" para las hembras.  Las hembras ponen más o menos 2000 huevos cada vez.  Los renacuajos se convierten en ranas rápidamente, antes de que el agua se seque.